# Bertalan Andrásfalvy
Bertalan Andrásfalvy (n. 17 noiembrie 1931, Sopron) este un scriitor, etnograf și politician maghiar.